# Dao (espasa Naga)
Dao és l'espasa nacional del poble Naga d'Assam i Nagaland, l'Índia. L'espasa, amb la seva empunyadura de fusta i la seva forma quadrada única, s'usa tant per cavar com per lluitar.

## Descripció
La dao es pot trobar a la regió nord-est d'Assam i Nagaland a l'Índia, on viu el poble Naga. Té una forma gruixuda i pesant, amb una longitud que varia entre 45 centímetres a 65 centímetres. El disseny únic d'aquesta espasa llarga és que, en lloc d'un punt, la punta de l'espasa és un bisell, creant una aparença de forma quadrada. Aquesta forma també es troba adha birmà la forma del qual es deriva de la dao. La forma va ser adoptada per primera vegada pel poble Kachin que viu al llarg de la frontera d'Assam-Birmània i a l'est, a les regions més muntanyoses de l'Alta Birmània. A partir d'aquí, la forma evolucionaria cap al dha més allargat.
La fulla de la dao és quasi recta, amb una corba molt mínima que només es pot discernir amb un examen minuciós. La fulla és pesant i cisellada. Té una forma única que és més estreta a l'empunyadura i s'amplia gradualment fins al punt final.
L'empunyadura de fusta és molt simple, sense guarda o sense un pom distingit. L'arrel de bambú es considera el millor material per a l'empunyadura. L'agarrament del mànec de vegades s'embolica amb cistelleria. L'empunyadura, algunes vegades està decorada amb una tapa de bronze en la part inferior; també pot estar realitzada d'ivori, i ocasionalment pot estar molt tallada.
La dao en general s'enduu en una beina de fusta de costats oberts que se subjecta a un cèrcol de cinturó de vimet. La beina està buida de manera central en una cara.

## Multifunció
La dao és quasi l'única eina que van usar els Naga. S'utilitzava per a molts fins, per exemple, per construir cases, netejar el bosc, cavar la terra, fer les eines de teixit de les dones i crear qualsevol tipus d'objectes de fusta. La dao també es va usar com a arma.